# GP Denain 2008
De 50e editie van de wielerwedstrijd GP Denain werd gehouden op 17 april 2008. De start en finish vonden plaats in Raismes en Denain. De wedstrijd maakte deel uit van de UCI Europe Tour 2008, in de categorie 1.HC.

## Uitslag
| GP Denain 2008 (194,6 km) |                      |                      |          |
| Plaats                    | Naam                 | Ploeg                | tijd     |
| Winnaar                   | Edvald Boasson Hagen | Highroad             | 4u22'59" |
| 2                         | Jimmy Casper         | Agritubel            | z.t.     |
| 3                         | Jimmy Engoulvent     | Crédit Agricole      | z.t.     |
| 4                         | Frédéric Guesdon     | Française des jeux   | z.t.     |
| 5                         | Paolo Longo Borghini | Team Barloworld      | + 28     |
| 6                         | Lilian Jégou         | Française des jeux   | + 57     |
| 7                         | Stefan van Dijk      | / Mitsubishi-Jartazi | z.t.     |
| 8                         | Alexandre Blain      | Cofidis              | + 1'01   |
| 9                         | Stijn Vandenbergh    | AG2R La Mondiale     | + 1'05   |
| 10                        | Olivier Bonnaire     | Bouygues Telecom     | + 1'07   |

1959 · 1960 · 1961 · 1962 · 1963 · 1964 · 1965 · 1966 · 1967 · 1968 · 1969 · 1970 · 1971 · 1972 · 1973 · 1974 · 1975 · 1976 · 1977 · 1978 · 1979 · 1980 · 1981 · 1982 · 1983 · 1984 · 1985 · 1986 · 1987 · 1988 · 1989 · 1990 · 1991 · 1992 · 1993 · 1994 · 1995 · 1996 · 1997 · 1998 · 1999 · 2000 · 2001 · 2002 · 2003 · 2004 · 2005 · 2006 · 2007 · 2008 · 2009 · 2010 · 2011 · 2012 · 2013 · 2014 · 2015 · 2016 · 2017 · 2018 · 2019 · 2020 · 2021 · 2022 · 2023 · 2024 · 2025